# Magyarfalu (Liptószentmiklósi járás)
Magyarfalu (szlovákul Uhorská Ves) község Szlovákiában, a Zsolnai kerület Liptószentmiklósi járásában.

## Fekvése
Liptószentmiklóstól 5 km-re délkeletre fekszik, a Poprádra vezető autópálya mellett.

## Története
A község területén már a kőkorszaktól fogva éltek emberek. Határából 1934-ben kőbalta került elő.
Mint az a település nevéből is kikövetkeztethető, egyike a 12. század elején a király által létesített határőrfalvaknak. Liptó vármegyében ez az első oklevelekkel igazolható község, a Szent-Iványi család egykori birtoka. Első lakói főként magyar határőrzők voltak. 1230-ban II. Endre király ezt a területet hadi szolgálataikért Beuch, Hauch a Polk lovagoknak adta, akik valószínűleg testvérek voltak. A falut ekkor „Mogiorfolu” néven említik. Magyarfalut az osztozkodás során Polk kapta, mert 1239-ben a település Polko de villa Mogorfolu alakban szerepel. A lovagok halála után a település visszaszállt a koronára. Az 1260-as években újra felbukkan a falu IV. Béla adománylevelében, mint Lőrinc cseh lovag fiainak: Bohumírnak és Serafínnak a birtoka. 1280-ban „Magyerfalu”, 1283-ban „Mogyorfolu”, 1380-ban „Magyarfalu”, „Magyarfalua” alakban szerepel az okiratokban. 1715-ben 6 adózó portája volt, mind zsellérek. 1787-ben 25 házában 177 lakos élt.
A 18. század végén Vályi András így ír róla: „MAGYARFALVA. Uherszka Vész. Tót falu Liptó Várm. földes Ura Szent Iványi Uraság, lakosai külömbfélék, fekszik Szent-Iványnak szomszédságában, és annak filiája, földgyeinek fele sovány, és nehéz mivelésű, de más fele termékeny, legelője elég, fája van, piatzozás Sz. Miklóson egy órányira.”
1828-ban 24 háza és 238 lakosa volt. Lakói földműveléssel, tutajozással, fafeldolgozással vászonszövéssel foglalkoztak.
Fényes Elek 1851-ben kiadott geográfiai szótárában így ír a faluról: „Magyarfalva (Uherszka Wesz), tót falu, Liptó vármegyében, a Vágh bal partján: 19 kath., 219 evang. lak., több urasági lakházak. Nevezetes savanyuviz-forrásárul, mellyben hasonlóképpen sok lugsavany és lugföld alkotó részek találtatnak, használ a gyomor gyengeségében, máj- és lépdugulásokban, aranyérben, kőbeli betegségben: mérsékletessen használva a hideglelésben is foganatos. F. u. Szentiványi fam. Ut. p. Okolicsna.”
A trianoni diktátumig Liptó vármegye Liptószentmiklósi járásához tartozott.

## Népessége
| Év:            | 1994. | 2004.   | 2014.   | 2024.    |
| -------------- | ----- | ------- | ------- | -------- |
| Emberek száma: | 437   | 433     | 471     | 573      |
| Eltérés:       |       | -0,91 % | +8,77 % | +21,65 % |

| Év:            | 2023. | 2024.   |
| -------------- | ----- | ------- |
| Emberek száma: | 576   | 573     |
| Eltérés:       |       | -0,52 % |

1910-ben 287, túlnyomórészt szlovák anyanyelvű lakosa volt.
2001-ben 444 lakosából 427 szlovák volt.
2011-ben 459 lakosából 440 szlovák volt.

## Külső hivatkozások
- Hivatalos oldal
- Községinfó
- Magyarfalu Szlovákia térképén
- E-obce.sk Archiválva 2015. december 14-i dátummal a Wayback Machine-ben